# Пархомівська волость (Сквирський повіт)
Пархомівська волость — історична адміністративно-територіальна одиниця Сквирського повіту Київської губернії з центром у селі Пархомівка.
Станом на 1886 рік складалася з 3 поселень, 3 сільських громад. Населення — 3173 особи (1583 чоловічої статі та 1590 — жіночої), 451 дворове господарство.
|                     | Площа, десятин | У тому числі орної, дес. |
| ------------------- | -------------- | ------------------------ |
| Сільських громад    | 2554           | 2550                     |
| Приватної власності | 3844           | 2042                     |
| Іншої власності     | 48             | 36                       |
| Загалом             | 6446           | 4328                     |

Поселення волості:
- Пархомівка — колишнє власницьке село при річці Тарган за 30 верст від повітового міста, 1145 осіб, 169 дворів, православна церква, школа, лавка, 10 вітряних млинів, винокурний завод. За 2 версти — цегельний завод.
- Тадіївка — колишнє власницьке село при річці Тарган, 839 осіб, 145 дворів, каплиця, школа, постоялий будинок, 4 вітряних і кінний млини.
- Тарган — колишнє власницьке село при річці Тарган, 620 осіб, 123 двори, каплиця, школа, постоялий будинок, 2 вітряних млини.

Старшинами волості були:
- 1909—1915 роках — Клим Корнійович Колесник[2],[3],[4],[5],[6].